# Potentilla emilii-popii
Potentilla emilii-popii — вид рослин із родини трояндових (Rosaceae). Вид занесений до Бернської конвенції.

## Біоморфологічна характеристика
Багаторічна рослина з міцним багатоголовим кореневищем. Вся рослина вкрита довгими білими товстими волосками, змішаними з короткими щетинками. Квітконосні стебла висотою 15–50 см. Базальне й нижнє стеблове листя пальчасте з 5 листочками. Середнє і верхнє листя трійчасте. Прилистки всіх листків перисті. Квітки 12–15 мм у діаметрі; пелюстки блідо-жовті. Горішки яйцеподібні, морщинисті, коричневі.

## Середовище проживання
Вид поширений від Румунії до пн.-сх. Болгарії.
Росте на кам'янистих місцевостях, пасовищах і покинутих виноградниках.

## Охорона
Potentilla emilii-popii охороняється в Європі і занесений до Додатку І Бернської конвенції (охоронна категорія: вид підлягає особливій охороні).